# Ana Gómez Díaz Franzón
Ana Gómez Díaz-Franzón (Sanlúcar de Barrameda, Cádiz, 27 de noviembre de 1958) es una historiadora, docente y escritora española.

## Biografía
Ana Gómez Díaz Franzón es Doctora en Historia del Arte por la Universidad de Sevilla en 2004.
Como historiadora, sus principales líneas de investigación se han centrado en la Historia de la Cultura del Vino de Andalucía, en especial de las comarcas de Jerez y Sanlúcar; así como en el ámbito de la defensa e historia del Patrimonio Histórico, sobre todo en el terreno de la arquitectura.

## Distinciones
- 2003, Premio de Investigación al libro La Manzanilla. Historia y Cultura. Las bodegas de Sanlúcar, otorgado por la Asociación Internacional de Historia y Civilización de la Vid y el Vino, al libro. Haro. La Rioja.[2]
- 2021, Premio a mejor publicación sobre vinos a la trilogía Imagen publicitaria del Marco de Jerez (1868-1936), otorgado en la VI International Wine Challenge Merchant Award Spain.[3][4]

## Obras
Libros
- 2023, La Manzanilla de Sanlúcar en el siglo XIX a través de la prensa. Amazon.[5]
- 2018, Imagen publicitaria del Marco de Jerez (1868-1936). Un retrato de la época. 3 vols. Ed. Universo de Letras (Grupo Planeta) 2019 y 2020.[6]

- 2018,  Guía histórico-artística de Sanlúcar de Barrameda. (4ª Ed.) [1ª ed., 1993]. Ed. A.S.E.H.A.[7]

- 2012, Estella del Marqués. Un pueblo de colonización agrícola (1954-1967) en Jerez de la Frontera (Cádiz). E-book Spanish Editión.[8]

- 2011. Arquitectura del veraneo y su época en Sanlúcar de Barrameda (Cádiz), 1900-1950. Ed. A.S.E.H.A.[9]

- 2009, Guerra y libertad en los vinos del Marco de Jerez. Diputación de Cádiz.[10][11]

- 2006, Cádiz, faro de dos mundos (Cádiz-Latinoamérica). [Fascículo] Patronato Provincial de Turismo. Cádiz.

- 2002, La Manzanilla. Historia y cultura. Las bodegas de Sanlúcar. Ed. Pequeñas Ideas.[12][13]

- 1989, El Palacio de Orleáns-Borbón de Sanlúcar de Barrameda (Coord.). Ayuntamiento de Sanlúcar de Barrameda.[14]

Capítulos de libros y actas.
- 2011, La arquitectura del veraneo. Javier Rubiales (Ed.): El río Guadalquivir, del mar a la marisma: Sanlúcar de Barrameda. Consejería de Obras Públicas y Transportes. Junta de Andalucía.[15]

- 2010, "León de Argüeso y Argüeso (1801-1880), origen de las bodegas “Herederos de Argüeso” y “Manuel de Argüeso” en Sanlúcar de Barrameda (Cádiz)". Ramos-Santana, Maldonado-Rosso, Javier (Eds.): Nueve bodegueros del Marco de Jerez. Ed. Quorum.[16]

- 2008, Creación de empresas en el ámbito cultural. José Ruiz Navarro (Dir.) SGAE, Fundación Autor, 2008.[17]

- 2006, "Equipamientos de la provincia de Cádiz. En VV.AA: Cartografía cultural". Equipamientos de Cádiz y Tetuán. Metodología de elaboración. Junta de Andalucía. Consejería de Cultura.

- 2006, "La cultura del vino en la historia del arte". IV Curso de verano de la UNED. Museo Etnográfico e do Viño de Cambados.[18]

- 2006, "La Semana Santa en la provincia de Cádiz". Esther Fernández de Paz (Dir.): Artes y Artesanías de la Semana Santa andaluza. Ed. Tartessos.[19]

- 2006, "Córdoba, Huelva y Sevilla". Las rutas del vino en Andalucía. Maldonado Rosso, J., Marchena Domínguez, J. y Gómez Díaz-Franzón, A. Ed. Fundación José Manuel Lara. Sevilla.[20]

- 2005, "Costa Noroeste (Sanlúcar, Rota, Chipiona y Trebujena". Guía artística de Cádiz y su provincia. Ed. Fundación José Manuel Lara. Sevilla.[21]

- 2003, "Evolución urbanística de Sanlúcar. Barrio Alto y Zona Sur Suroeste". Estudio Social de los barrios de Sanlúcar de Barrameda. Centro Universitario de estudios sociales. UCA.[22]

- 2003, "Los vinos medicinales en la antigua publicidad del Marco de Jerez". Actas do III Simpósio da Associaçáo Internacional de História e Civilizaçao da Vinha e do Vinho. CEHA. Centro de Estudos de História do Atlántico. Funchal-Madeira.[23]

- 2001, "La imagen publicitaria del vino de Jerez: el retrato de una época (1875-1935)". Maldonado Rosso, J. (Coord.):Actas del I Simposio de la Asociación Internacional de Historia y Civilización de la Vid y el Vino. Ayuntamiento de El Puerto de Santa María. Vol. II.[24]

- 1998, "Estudio histórico-artístico de los zócalos de pintura mural del castillo de la Luna de Rota". Restauración. Zócalos de Pintura Mural (s. XV-XVI) Claustro del Castillo de Luna de Rota (Cádiz). Fundación Ruiz-Mateos.

- 1996, "La mujer gitana en la ilustración gráfica vinatera del Marco de Jerez". Franco Silva, A. (Coord.) Minorías y marginados. Actas XII Encuentros de Historia y Arqueología. San Fernando.[25]

- 1995, "Las casas de cargadores a Indias de Sanlúcar de Barrameda". Pallarés Moreno, J. y Toribio García (Eds.): Sanlúcar de Barrameda en la corriente de la ilustración. Encuentro-homenaje a Juan Pedro Velázquez Gaztelu. Centro de Profesores de Jerez.[26]

- 1989, "El arte y la construcción del palacio Orleáns-Borbón".El Palacio de Orleáns-Borbón de Sanlúcar (Coord.). Ayuntamiento de Sanlúcar de Barrameda.[14]

Artículos en revistas (selección)
- 2024, "Una mirada a la Sanlúcar ilustrada a través de un relato de Luis de Eguilaz.", en Desde el templo del Lucero. Revista electrónica de Historia y Patrimonio Histórico. ISNN 2990-3661 (21-agosto-2024). En Academia.edu
- 2024, "La obra de Aníbal González en Sanlúcar de Barrameda (Cádiz), 1901-1923". En Desde el templo del Lucero. Revista electrónica de Historia y Patrimonio Histórico. ISNN 2990-3661 (10-julio-2024). En Academia.edu
- 2024, "Proyecto de Monumento a la libre navegación por el Guadalquivir, a erigir en Sanlúcar de Barrameda (Cádiz), impulsado por Manuel Godoy (1805-1808). La Academia, el concurso y los cuatro modelos presentados". En Desde el templo del Lucero. Revista electrónica de Historia y Patrimonio Histórico. ISNN 2990-3661 (4-mayo-2024). En Academia.edu
- 2024, "Análisis crítico. Observaciones sobre algunos errores e indicios de presunto plagio detectados en “Aproximación histórica a la Fundación Francisco de Paula Rodríguez de Sanlúcar de Barrameda (1811-1980)”, de José María Hermoso Rivero.", en Desde el templo del Lucero. Revista digital de Historia y Patrimonio Histórico. ISNN 2990-3661 (12-abril-2024) 2024
- 2024, "Reglamento del colegio de Escuelas Pías de los Padres Escolapios en Sanlúcar de Barrameda (Cádiz) en los albores del siglo XX". En Desde el templo del Lucero. Revista electrónica de Historia y Patrimonio Histórico. ISNN 2990-3661 (7-febrero-2024). En Academia.edu
- 2024, "Vida y legado del ilustrado Francisco de Paula Rodríguez y Rodríguez-Bejarano (Sevilla, 1755 – Sanlúcar de Barrameda, Cádiz, 1811). La Fundación Francisco de Paula Rodríguez (1822-2023)". En Desde el templo del Lucero. ISNN 2990-3661 (23-enero-2024). En Academia.edu
- 2024, "Las bibliotecas de Francisco de Paula Rodríguez (1811), Seminario Conciliar de San Francisco Javier (1831-1842), e Instituto de Segunda Enseñanza (1842-1847), en Sanlúcar de Barrameda (Cádiz)".  Desde el templo del Lucero. ISNN 2990-3661 (1-enero-2024). En Academia.edu
- 2023, "Viñas, bodegas y vinos de Francisco de Paula Rodríguez, entre 1811 y 1855, en Sanlúcar de Barrameda (Cádiz). Primeras bodegas, documentadas en la provincia de Cádiz, con sistema de criaderas y solera, para la crianza del vino blanco Manzanilla y vinos de color". Desde el templo del Lucero. ISNN 2990-3661 (24-septiembre-2023). En Academia.edu
- 2023, "La colección artística de Francisco de Paula Rodríguez y Rodríguez-Bejarano (1755-1811), en Sanlúcar de Barrameda (Cádiz), a través de cuatro inventarios". Desde el templo del Lucero (publicación electrónica). ISSN 2990-3661. En Academia.edu.
- 2023, "Ajuar doméstico, plata labrada, joyas y otros enseres de Francisco de Paula Rodríguez y Joaquina Sánchez Espinosa, según cuatro inventarios de bienes (1811-1855), en Sanlúcar de Barrameda (Cádiz)". Desde el templo del Lucero. (publicación electrónica). ISSN 2990-3661.En Academia.edu.
- 2010, Gómez Díaz-Franzón, Ana y Lanseros Gallego, Luis: "La Fundación Barrero Pérez realiza obras de conservación en la Capilla de la Inmaculada de la iglesia de Ntra. Sra. de la O". Sanlúcar de Barrameda, 46, Sanlúcar: Santa Teresa Industrias Gráficas.

- 2007, "Las botellas como objetos publicitarios en el Marco de Jerez (1850-1935)".Revista de Historia de El Puerto, 39.[27]

- 2007, "Los héroes de la tauromaquia en la publicidad del Marco de Jerez". Revista de Estudios Taurinos, 23. Sevilla.[28]

- 2005, "Adaptación al contexto histórico del voluntariado cultural. El caso del Aula Gerión en Sanlúcar de Barrameda (Cádiz)". Periférica, Nº 6. Universidad de Cádiz.[29]

- 2005, "La tauromaquia en la antigua publicidad de vinos, aguardientes y licores de El Puerto de Santa María". Revista de Historia de El Puerto, 35.[30]

- 2003,  "Vinos de Oporto y Madeira. Antigua iconografía publicitaria emitida por bodegueros del Marco de Jerez". Douro. Estudos & Documentos, 15. Facultad de Letras de la Universidad de Oporto (FLUP) Oporto-Lamego-Vila Real.

- 2000,  “La plaza de toros de Sanlúcar, I Centenario” (Construcción e inauguración), en Sanlúcar de Barrameda, 36. Sanlúcar: Santa Teresa Industrias Gráficas.[31]

- 1999, "El flamenco en el etiquetado vinatero del Marco de Jerez", en Revista de Flamencología, Nº 10. Cátedra de Flamencología de la Universidad de Cádiz. Jerez de la Frontera.[32]

- 1994, "Aproximación a la arquitectura bodeguera en Sanlúcar de Barrameda". Sanlúcar de Barrameda, 30.